# 機器戰神
《機器戰神》（英語：Challenge of the Gobots）是美國漢那（Hanna-Barbera Productions）公司投下巨資，精心製作的一部卡通影集，共66集，於1984年在美國ABC電視網播出。

## 在华语圈的播放情况

### 台灣
- 華視於1987年（民國76年）2月11日至1988年（民國77年）5月11日間播映，題爲《機器戰神》，全部只放映了65集。

### 中国大陆
- 1990年代由辽宁电视台译製，题为《百變雄師》。

## 來源
《機器戰神》最初為用以輔助玩具銷售電視動畫，其玩具原形是日本Popy公司（現稱萬代）於1982年所發行的機器戰神（Gobots）系列而來。
1983年，Tonka公司將其更名為機器戰神銷入美國，在當時的銷售量比晚一步將日本多美(Takara)所生產的戴亞克隆(Diaclone)與微星小超人引進美國的孩之寶還要好。
1984年，孩之寶推出了變形金剛動畫以銷售玩具、扭轉了市場上的頹勢。
1991年，Tonka公司及機器戰神版權被孩之寶公司給收購，其世界观并入变形金刚系列中。

## 故事
本劇係敘述在太空銀河中，有一個星球名为金剛星球（Gobotron），由仁民愛物的Leader-1負責保衛，本來天下太平。不幸有一批以摩托機器人（Cy-Kill）為首的機器人，陰謀叛變，使金剛星球上形成了兩股不同的勢力。太空鐵金剛為維護金剛星球的安定，不得已奮起抵抗以紅魔王為首的一批機器人，因而雙方不斷展開戰鬥。

## 主要人物
- Leader-1 F-15man

正派一方的首领袖；变形为F15战斗喷射机。
- Scooter Motorscooterman

变形为速可达型机车。
- Turbo Racerman

变形为跑车。
- Small Foot

变形为拖车。
- Heat Seeker

变形为F16战斗喷射机。

### 反派
- 摩托機器人（Cy-Kill CycleMan）

反派一方的首领袖；变形为摩托车。
- Cop-Tur CopterMan

甩动螺旋桨为其主要攻击方式；变形为自转旋翼机。
- 可可怪（Crasher Porschewoman）

反派一方的女性机器人，变形为赛车。在2023年，於變形金剛：傳承產線中推出玩具。
- Fitor Fighterman

变形为战斗喷射机。
- Screw Head

变形为钻孔机。

## 主題曲
- （作詞＆作曲：鄧鎮湘／演唱：第二代七加一合唱團）

台灣華視自編主題曲。

## 電影
- 機器戰神: Battle of the Rock Lords（1986年）

## 外部連結
- 台灣電視資料庫[永久]
- 消逝的聲音 （页面存档备份，存于）